# Sebastián Caballero
Sebastián Ignacio Caballero (Santa Fe, 6 gennaio 1992) è un calciatore argentino, centrocampista della Villacidrese.

## Carriera
Ha giocato nella massima serie e nella seconda divisione argentina.